# 砂拉越千层蛋糕
砂拉越千层蛋糕（马来语： kek lapis Sarawak或kek lapis  ）是马来西亚砂拉越的著名美食，是一种层状蛋糕。这种蛋糕层次复杂，色泽鲜艳，口味浓郁。其为砂拉越烹饪文化不可分割的一部分和标志，因其工艺和独特口味而闻名。
砂拉越千层蛋糕起源于印尼千层糕。人们还经常在宗教或文化庆典上烘烤和食用这种糕点，如开斋节、圣诞节、排灯节、丰收节、生日和婚礼。它几乎可以在砂拉越的任何地方找到，并且由于全年都有供应，它是游客最喜欢购买的纪念品。这些需求为砂拉越烘焙行业的发展打开了大门。 

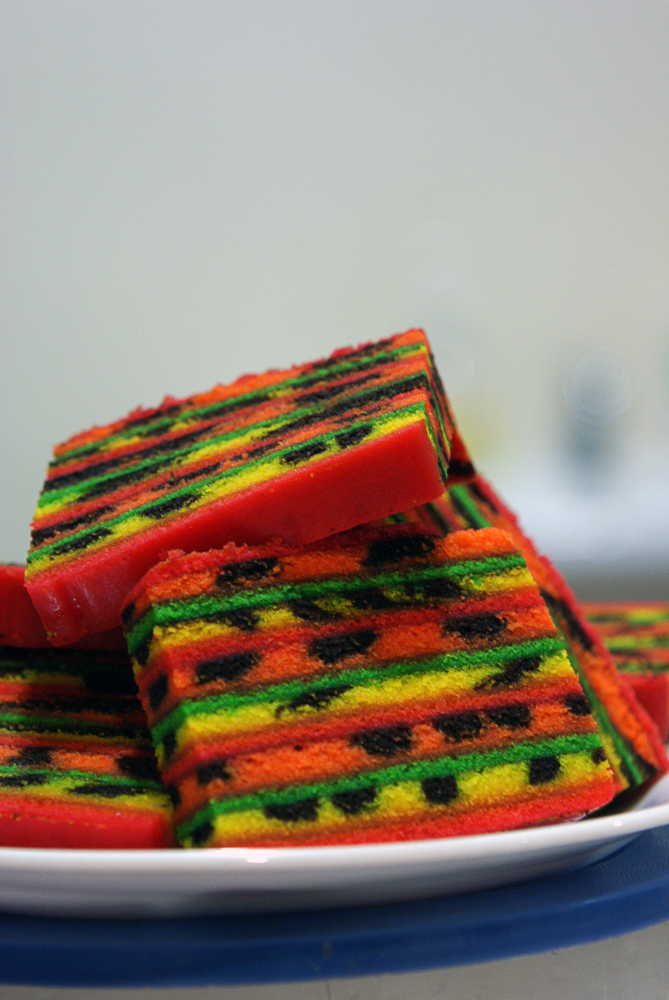

## 特征
砂拉越千层蛋糕必须至少有两种颜色。蛋糕可以在烤箱或微波炉中烘烤。面糊使用黄油，人造黄油或植物油，牛奶和鸡蛋，并且需要强力臂或电动搅拌器搅拌。烤好的蛋糕质地坚硬，各层之间用果酱或其他材料粘合在一起来添加颜色。更加精致的蛋糕通常需要特殊的模具来保持完美的层厚度。

## 地理标志
在马来西亚， kek lapis Sarawak （砂拉越千层蛋糕）自 2010年起成为受当地保护的地理标志。 这意味着，任何产品只有按照砂拉越千层蛋糕制造商协会的规定在砂拉越生产，才可以被称为“砂拉越千层蛋糕”。如果一种类似的蛋糕实际上不是在砂拉越生产的，那么将其称为砂拉越千层蛋糕是违法的，也就是说其他生产商只能将其产品命名为“砂拉越风格”千层蛋糕。